# Shichimi

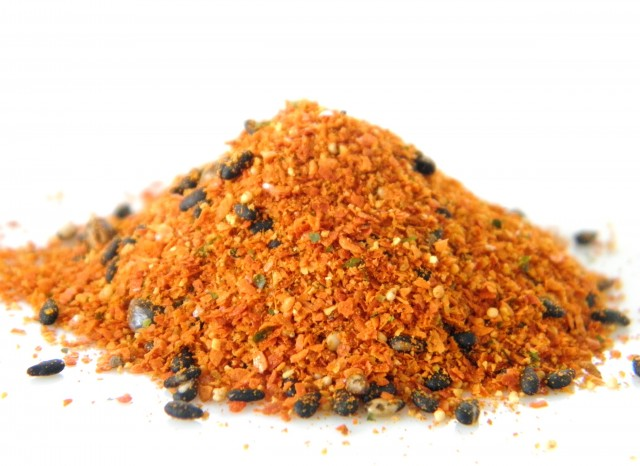
Shichimi-kruidenpoeder

Shichimi tōgarashi (Japans: 七味唐辛子), ook wel bekend als nana-iro tōgarashi (七色唐辛子) of simpelweg shichimi, is een Japanse kruidenmix met zeven ingrediënten. De naam betekent letterlijk "zeven-smaken chilipeper", waarbij "shichi" zeven betekent en "togarashi" de Japanse naam is voor Capsicum annuum-pepers. Shichimi verschilt van ichi-mi tōgarashi (一味唐辛子, één-smaak chilipeper), wat simpelweg gemalen rode chilipeper is.
Shichimi is een veelgebruikt ingrediënt in de Japanse keuken en wordt vaak gebruikt als afwerkingskruid. Het wordt doorgaans in Japanse restaurants, zoals izakaya's en ramenrestaurants, op tafel geplaatst, samen met zout, peper en sojasaus. Daarnaast wordt het vaak als souvenir verkocht. In Nederland wordt het kruidenmengsel verkocht in Aziatische supermarkten en soms reguliere supermarkten.

## Ingrediënten
De samenstelling kan per producent verschillen, maar een typische mix bevat:
- Grof gemalen rode chilipeper (het hoofdingrediënt)
- Gemalen sansho
- Chenpi (gedroogde mandarijnschillen)
- Zwart en wit sesamzaad
- Hennepzaad
- Gemalen gember
- Nori (zeewier)

Sommige recepten vervangen of vullen deze ingrediënten aan met szechuanpeper, nigellazaad, venkelzaad, maanzaad, raapzaad, koolzaad, yuzuschil, citroenschil of shiso.

## Geschiedenis
Shichimi gaat terug tot minstens de 17e eeuw, toen het werd geproduceerd door kruidenhandelaren in Edo, het huidige Tokio. In 1625 opende de specerijenhandelaar Tokuemon een winkel aan de oevers van het Yagenbori-kanaal in de wijk Ryogoku. Geïnspireerd door de traditionele Chinese geneeskunde creëerde hij het kruidenmengsel. Aanvankelijk werd dit mengsel verkocht als medicijn bij tempels en heiligdommen, maar later werd het een smaakmaker voor gerechten in heel Japan.